# Tiana Lemnitz
Tiana Luise Lemnitz (ur. 26 października 1897 w Metzu, zm. 5 lutego 1994 w Berlinie) – niemiecka śpiewaczka operowa, sopran.

## Życiorys
Studia wokalne odbyła u Hocha w Metzu i u Kohmanna we Frankfurcie nad Menem. Na scenie operowej zadebiutowała w 1920 roku w Heilbronnie rolą w Undine Alberta Lortzinga. Występowała w operach w Akwizgranie (1922–1928), Hanowerze (1928–1933), Dreźnie (1933–1934) i Berlinie (1934–1957). Gościnnie śpiewała m.in. w Covent Garden Theatre w Londynie (1936, 1938) i Teatro Colón w Buenos Aires (1936, 1950). Karierę sceniczną zakończyła w 1957 roku, na pożegnalnym recitalu w Berlinie śpiewała wówczas pieśni Brahmsa, Wolfa i Wagnera.
W jej repertuarze znajdowały się liczne partie liryczne i dramatyczne, m.in. Pamina w Czarodziejskim flecie W.A. Mozarta, Zyglinda w Walkirii Richarda Wagnera, Desdemona w Otellu Giuseppe Verdiego, Mimi w Cyganerii Giacomo Pucciniego, Oktawian i Marszałkowa w Kawalerze srebrnej róży Richarda Straussa.